# 江川優生
江川 優生（えがわ ゆうき、1998年2月6日 – ）は、日本の男性キックボクサー。東京都足立区出身。元K-1 WORLD GPフェザー級王者。元Krushフェザー王者。POWER OF DREAM所属。

## 来歴
フィリピン人の母親を持つハーフ。姉はモデルの江川紗理奈。
2013年10月26日、TRIBELATEでプロデビュー。内山ゆうたと対戦しKO勝ち。
2017年7月8日、KHAOS.3のファイトマネー総取りワンデートーナメント「Money in the KHAOS」に出場。優勝候補であったが1回戦で森坂陸に延長の末に1-2の判定負け。
2018年2月12日、Krush.85で桝本翔也と対戦。江川ペースで試合を優位に進めていたが、試合終了直前に左フックでダウンを奪われ逆転の判定負けを喫した。

### Krush王座獲得
2019年1月26日、Krush.97のKrushフェザー級タイトルマッチで王者の西京春馬に挑戦し、2-0の判定勝ちを収め王座の獲得に成功した。
2019年6月21日、K-1 KRUSH FIGHT.102のKrushフェザー級タイトルマッチで挑戦者のTETSUと対戦し、1Rに3度ダウンを奪ってKO勝ちを収め、王座の初防衛に成功した。

### K-1 WORLD GP王座獲得
2019年11月24日、K-1 WORLD GP第3代フェザー級王座決定トーナメントに出場。1回戦でホルヘ・バレラと対戦し、左ボディーブローで1ラウンド1分49秒でKO勝ち。準決勝ではアーサー・メイヤーに対しローキック中心に攻め、右バックスピンキックをレバーにきれいに入れダウンを奪うと、メイヤーは悶絶してそのまま起き上がることができず、1ラウンド2分52秒でKO勝ち。決勝ではジャオスアヤイ・アユタヤファイトジムをボクシングテクニックで圧倒。ボディーブローで2度ダウンを奪い、1ラウンド58秒でKO勝ち。全試合1ラウンドKO勝ちの圧倒的パフォーマンスでトーナメント優勝を果たし、第3代K-1 WORLD GPフェザー級王座の獲得に成功した。
2020年3月22日、Krushフェザー級王座を返上した。
2021年3月21日、K-1 WORLD GP 2021 JAPAN～ K’FESTA.4 Day.1～のK-1 WORLD GPフェザー級タイトルマッチで挑戦者の椿原龍矢と対戦し、延長1Rで1-2の判定負け。防衛に失敗し王座陥落した。

## POWER OF DREAM
江川が所属するキックボクシングジム。同門には、初代K-1 WORLD GPクルーザー級王者のシナ・カリミアン、第5代Krushバンタム級王者の佐々木洵樹らがいる。ボクシングに転向した第2代K-1 WORLD GPスーパーバンタム級王者の武居由樹は元兄弟子に当たる。
ジムの会長・古川誠一の方針で、一般会員の他に、素行不良の少年たちを自宅で預かって共同生活をさせながら指導を行っており、江川も桝本翔也戦後から会長の自宅に住み込んでトレーニングを受けている。

## 戦績

### プロキックボクシング
| キックボクシング 戦績 | キックボクシング 戦績 | キックボクシング 戦績 | キックボクシング 戦績 | キックボクシング 戦績 | キックボクシング 戦績 | キックボクシング 戦績 |
| --------------------- | --------------------- | --------------------- | --------------------- | --------------------- | --------------------- | --------------------- |
| 25 試合               | (T)KO                 | 判定                  | その他                | 引き分け              | 無効試合              |                       |
| 18 勝                 | 12                    | 6                     | 0                     | 1                     | 0                     |                       |
| 6 敗                  | 0                     | 6                     | 0                     | 1                     | 0                     |                       |

| 勝敗 | 対戦相手                             | 試合結果                           | 大会名                                                                                             | 開催年月日     |
| ○    | 常陸飛雄馬                           | 3R+延長1R終了 判定2-1              | 2024年3月20日                                                                                      | {{{5}}}        |
| ×    | 横山朋哉                             | 3R終了 判定0-3                     | ReBOOT～K-1 ReBIRTH～                                                                              | 2023年9月10日  |
| ○    | カン・ユンソン                       | 1R 1:50 KO (パンチ連打)            | K-1 WORLD GP 2023 JAPAN ～K’FESTA.6～                                                              | 2023年3月12日  |
| ○    | 島野浩太朗                           | 1R 1:58 TKO（右フック）            | K-1 World GP 2022 in Osaka                                                                         | 2022年12月3日  |
| ○    | マキ・チャーチャイ                   | 3R終了判定 3-0                     | K-1 WORLD GP 2022 JAPAN ～K-1フェザー級世界最強決定トーナメント～                                  | 2022年8月11日  |
| ×    | 大岩龍矢                             | 3R終了 判定0-3                     | K-1 WORLD GP 2022 JAPAN ～K’FESTA.5～                                                              | 2022年4月3日   |
| ×    | 椿原龍矢                             | 3R+延長1R終了 判定1-2              | K-1 WORLD GP 2021 JAPAN～K’SFESTA4 Day1～ 【K-1 WORLD GPフェザー級タイトルマッチ】                 | 2021年3月21日  |
| ×    | 椿原龍矢                             | 3R終了 判定0-2                     | K-1 WORLD GP 2020 JAPAN～K-1秋の大阪決戦～                                                         | 2020年9月22日  |
| ○    | ジャオスアヤイ・アユタヤファイトジム | 1R 0:58 KO（ボディーブロー連打）   | K-1 WORLD GP 2019 JAPAN ～よこはまつり～ 【K-1 WORLD GP第3代フェザー級王座決定トーナメント決勝戦】 | 2019年11月24日 |
| ○    | アーサー・メイヤー                   | 1R 2:52 KO（右バックスピンキック） | K-1 WORLD GP 2019 JAPAN ～よこはまつり～ 【K-1 WORLD GP第3代フェザー級王座決定トーナメント準決勝】 | 2019年11月24日 |
| ○    | ホルヘ・バレラ                       | 1R 1:49 KO（左ボディーブロー）     | K-1 WORLD GP 2019 JAPAN ～よこはまつり～ 【K-1 WORLD GP第3代フェザー級王座決定トーナメント1回戦】  | 2019年11月24日 |
| ○    | TETSU                                | 1R 2:14 KO（3ダウン：左アッパー）  | K-1 KRUSH FIGHT.102 【Krushフェザー級タイトルマッチ】                                              | 2019年6月21日  |
| ○    | 西京春馬                             | 3R終了 判定2-0                     | Krush.97 【Krushフェザー級タイトルマッチ】                                                         | 2019年1月26日  |
| ○    | 覇家斗                               | 3R+延長1R終了 判定3-0              | K-1 WORLD GP 2018 JAPAN ～第3代スーパー・ライト級王座決定トーナメント～                            | 2018年11月3日  |
| ○    | 大滝裕太                             | 1R 1:28 KO（ボディーブロー連打）   | K-1 WORLD GP 2018 JAPAN～第2代フェザー級王座決定トーナメント～                                     | 2018年6月17日  |
| ×    | 桝本翔也                             | 3R終了 判定0-2                     | Krush.85                                                                                           | 2018年2月12日  |
| ○    | 鍋島好一朗                           | 1R 1:02 KO（左フック）             | Krush.81                                                                                           | 2017年10月1日  |
| ×    | 森坂陸                               | 3R+延長1R終了 判定1-2              | KHAOS.3 【Money in the KHAOS1回戦】                                                                | 2017年7月8日   |
| ○    | 倉崎昌史                             | 1R 1:10 KO（左フック）             | Krush.73                                                                                           | 2017年2月18日  |
| ○    | リョウタ                             | 1R 1:15 KO（左ボディーブロー）     | K-1 WORLD GP 2016 JAPAN～初代フェザー級王座決定トーナメント～                                      | 2016年11月3日  |
| ○    | 結城将人                             | 3R終了 判定3-0                     | Krush.67                                                                                           | 2016年7月18日  |
| ○    | 笠見玲慈                             | 3R終了 判定3-0                     | K-1 WORLD GP 2016 IN JAPAN～-65kg日本代表決定トーナメント～                                        | 2016年3月4日   |
| ○    | 秦文也                               | 1R 1:59 KO                         | Krush.60                                                                                           | 2015年11月14日 |
| △    | 飛翔                                 | 3R終了 判定0-1                     | Krush.46                                                                                           | 2014年10月5日  |
| ○    | 内山ゆうた                           | 1R 1:25 KO                         | SUK Phumpanmuang×TRIBELATE vol.41                                                                  | 2013年10月26日 |

### エキシビション
| 勝敗 | 対戦相手 | 試合結果 | 大会名                                                                                            | 開催年月日     |
| -    | 武尊     | 3分1R    | K-1 WORLD GP 2019 JAPAN～初代女子フライ級王座決定トーナメント＆スーパー・ライト級タイトルマッチ～ | 2019年12月28日 |

## 獲得タイトル
- 第4代Krushフェザー王者（防衛1）
- 第3代K-1 WORLD GPフェザー級世界王座

## 表彰
- K-1 AWARDS 2019 MVP